# Ipacsfa
Ipacsfa is een plaats (község) en gemeente in het Hongaarse comitaat Baranya. Ipacsfa telt 219 inwoners (2001).